# Wet Wet Wet
Wet Wet Wet – brytyjska grupa popowa założona w 1982 roku, w Clydebank (Szkocja). W skład grupy wchodzą Marti Pellow (wokalista), Tommy Cunningham (perkusista i wokalista), Graeme Clark (wokalista i basista), Neil Mitchell (wokalista i klawiszowiec). Najbardziej znane przeboje grupy to: Love is All Around (cover utworu grupy The Troggs), Angel Eyes (Home and Away), Goodnight Girl i Julia Says.

## Dyskografia
- Popped In Souled Out (1987)
- The Memphis Sessions (1988)
- Holding Back the River (1989)
- High on the Happy Side (1992)
- Cloak & Dagger (1992)
- Picture This (1995)
- 10 (1997)
- Timeless (2007)

## Single
| Rok  | Tytuł                    | Pozycja na liście |
| Rok  | Tytuł                    | LP3               |
| ---- | ------------------------ | ----------------- |
| 1994 | Love Is All Around       | 2                 |
| 1995 | Julia Says               | 8                 |
| 1995 | Don't Want to Forgive Me | 34                |
| 1995 | Somewhere, Somehow       | 28                |
| 1997 | If I Never See You Again | 47                |
| 1997 | Yesterday                | 20                |